# Aeropuerto Internacional de Atar
El Aeropuerto de Atar o Aeropuerto Internacional de Atar (IATA: ATR, OACI: GQPA) es un aeropuerto que da servicio a Atar, un pueblo de Mauritania.

## Segunda Guerra Mundial
Durante la Segunda Guerra Mundial, el aeropuerto fue utilizado por la USAF como parada de cargueros, aviones en tránsito y personal transportado en la ruta El Cairo-Dakar.